# Miss Mundo 1998
Miss Mundo 1998, la 48.ª edición del concurso Miss Mundo, se llevó a cabo en el Lake Berjaya Mahé Resort en la isla de Mahé (Seychelles) el 26 de noviembre.
Representantes provenientes de ochenta y seis países y territorios compitieron por el título. Al final del evento, Miss Mundo 1997, Diana Hayden de la India, coronó como su sucesora a Linor Abargil de Israel. Elegida por un jurado, la ganadora se convirtió en la primera —y hasta ahora única— representante de su país en obtener el título de Miss Mundo.
El concurso fue presentado por Ronan Keating, entonces cantante principal de Boyzone, y Eden Harel de MTV.
Días después, Abargil reveló que había sido violada en Italia unas semanas antes de la competencia.

## Resultados
| Posición                | Candidata |
| ----------------------- | --- |
| Miss Mundo 1998         | - Israel - Linor Abargil |
| 1.ª finalista           | - Francia - Veronique Caloc |
| 2.ª finalista           | - Malasia - Lina Teoh |
| Finalistas (Top 5)      | - República Checa - Alena Šeredová - Sudáfrica - Kerishnie Naicker                                                                         |
| Semifinalistas (Top 10) | - Chile - Daniella Campos - Brasil - Adriana Reis - Jamaica - Christine Straw - Perú - Mariana Larrabure - Estados Unidos - Shauna Gambill |

### Premios especiales
- Miss Personalidad: Alvina Antoinette Lucia Grand’Court (Seychelles)
- Miss Fotogénica: Adriana de Souza Reis Luci (Brasil)
- Mejor Vestido de Día: Sarah-Jane Camille St. Clair (Australia)
- Mejor en Vestido de Noche: Maaret Saija Nousiainen (Finlandia)

### Reinas continentales
| Continente     | Candidata                       |
| -------------- | ------------------------------- |
| África         | - Sudáfrica - Kerishnie Naicker |
| América        | - Chile - Daniella Campos       |
| Asia y Oceanía | - Malasia - Lina Teoh           |
| Caribe         | - Jamaica - Christine Straw     |
| Europa         | - Israel - Linor Abargil        |

## Jueces
- Eric Morley
- Diana Hayden
- Sophie Dahl
- Pilín León
- Jonah Lomu
- Marcos Newson
- Terry O'Neill
- Mica Paris
- Jacques Villeneuve

## Delegadas
86 delegadas concursaron en el certamen:
| País                                 | Delegada                           |
| ------------------------------------ | ---------------------------------- |
| Alemania                             | Sandra Ahrabian                    |
| Angola                               | Maria Manuela Cortés de Lemos João |
| Argentina                            | Natalia Elisa González             |
| Aruba                                | Judelca Shahira Briceño            |
| Australia                            | Sarah-Jane Camille St. Clair       |
| Austria                              | Sabine Lindorfer                   |
| Bahamas                              | LeTeasha Henrietta Ingraham        |
| Bélgica                              | Tanja Dexters                      |
| Bolivia                              | Bianca Bauer Añez                  |
| Bosnia y Herzegovina                 | Samra Tojaga                       |
| Botsuana                             | Earthen Pinkinyana Mbulawa         |
| Brasil                               | Adriana de Souza Reis Luci         |
| Bulgaria                             | Polina Petkova                     |
| Canadá                               | Leanne Baird                       |
| Chile                                | Daniella Campos                    |
| China Taipéi                         | Chen Yi-Ju                         |
| Colombia                             | Mónica Marcela Cuartas Jiménez     |
| Corea del Sur                        | Kim Kun-woo                        |
| Costa Rica                           | María Luisa Salazar Ureña          |
| Croacia                              | Lejla Sehovic                      |
| Chipre                               | Chrysanthi Michael                 |
| Curazao                              | Jeameane Veronica Colastica        |
| Ecuador                              | Vanessa Natania Graf Alvear        |
| Eslovaquia                           | Karolina Cicatkova                 |
| Eslovenia                            | Mihaela Novak                      |
| España                               | Rocio Jiménez Fernandéz            |
| Estados Unidos                       | Shauna Gene Gambill                |
| Estonia                              | Ly Jürgenson                       |
| Filipinas                            | Rachel Muyot Soriano               |
| Finlandia                            | Maaret Saija Nousiainen            |
| Francia                              | Véronique Caloc                    |
| Ghana                                | Efia Owusuaa Marfo                 |
| Gibraltar                            | Melanie Soiza                      |
| Grecia                               | Katia Marie Margaritoglou          |
| Guatemala                            | Glenda Iracema Cifuentes Ruiz      |
| Holanda                              | Nerena Ruinemans                   |
| Hong Kong                            | Jessie Chiu Chui-Yi                |
| Hungría                              | Eva Horvath                        |
| India                                | Annie Thomas                       |
| Irlanda                              | Vivienne Doyle                     |
| Islas Caimán                         | Gemma Marie McLaughlin             |
| Islas Vírgenes Británicas            | Virginia Olen Rubiane              |
| Islas Vírgenes de los Estados Unidos | Shari Afua Smith                   |
| Israel                               | Linor Abargil                      |
| Italia                               | Maria Concetta Travaglini          |
| Jamaica                              | Christine Renee Straw              |
| Japón                                | Rie Mochizuki                      |
| Kazajistán                           | Anna Kirpota                       |
| Letonia                              | Evija Rucevska                     |
| Liberia                              | Olivia Precious Cooper             |
| Líbano                               | Clemencia Achkar                   |
| Lituania                             | Kristina Pakarnaite                |
| Malasia                              | Lina Teoh Elija Lim                |
| Malta                                | Rebecca Camilleri                  |
| Mauricio                             | Oona Sujaya Fulena                 |
| México                               | Vilma Verónica Zamora Suñol        |
| Nepal                                | Jyoti Pradhan                      |
| Nicaragua                            | Claudia Patricia Alaniz Hernández  |
| Nigeria                              | Temitayo Osobu                     |
| Noruega                              | Henriette Dankersten               |
| Nueva Zelanda                        | Tanya Hayward                      |
| Panamá                               | Lorena del Carmen Zagía Miro       |
| Paraguay                             | Perla Carolina Benítez Gonzales    |
| Perú                                 | Mariana Larrabure de Orbegoso      |
| Polonia                              | Izabela Opęchowska                 |
| Portugal                             | Marcia Vasconcelos                 |
| Puerto Rico                          | Antonia Alfonso Pagan              |
| Reino Unido                          | Emmalene McLoughlin                |
| República Checa                      | Alena Seredova                     |
| República Dominicana                 | Sharmin Arelis Díaz Costo          |
| Rusia                                | Tatiana Makrouchina                |
| Sint Maarten                         | Myrtille Charlotte Brookson        |
| Seychelles                           | Alvina Antonieta Gran d'Corte      |
| Singapur                             | Grace Chay                         |
| Sudáfrica                            | Kerishnie Naicker                  |
| Suazilandia                          | Cindy Stanckoczi                   |
| Suecia                               | Jessica Magdalena Therése Almenäs  |
| Suiza                                | Sonja Grandjean                    |
| Tanzania                             | Basila Kalubha Mwanukuzi           |
| Trinidad y Tobago                    | Jeanette Marie La Caillie          |
| Turquía                              | Buket Saygi                        |
| Ucrania                              | Nataliya Nadtochey                 |
| Uruguay                              | Maria Desiree Fernández Mautone    |
| Venezuela                            | Verónica Schneider Rodríguez       |
| Yugoslavia                           | Jelena Jakovljević                 |
| Zambia                               | Chisala Chibesa                    |
| Zimbabue                             | Annette Kambarami                  |

## Sobre los países en Miss Mundo 1999

### Debut
- Angola, Kazajistán y Sint Maarten compitieron por primera vez.

### Retiros
- Letonia se retiró por razones personales, pero compitió un año más tarde.
- Tailandia carecía de patrocinio para enviar un delegado.
- Irak se retiró debido a un desacuerdo entre Eric Morley y los organizadores de Miss Irak, debido a las sanciones impuestas a Irak.

### Regreso
- Nicaragua compitió por última vez en Miss Mundo 1977.
- Liberia compitió por última vez en Miss Mundo 1988.
- Mauricio compitió por última vez en Miss Mundo 1994.
- Curazao y Nigeria compitió por última vez en Miss Mundo 1996.